# Austria Television
Austria Television of ATV (voorheen W1 tot 2000 en ATV+ tot 31 mei 2006) is de eerste commerciële televisiezender in Oostenrijk, opgericht in 1997.
ATV is via de kabel, de ether en gecodeerd via de Astra1-satelliet te ontvangen. Vanaf 15 juli 2013 zal de zender ook in HD gaan uitzenden.
Tot medio 2007 was ATV de enige Oostenrijkse commerciële omroep die een landelijke dekking had. Sinds medio 2007 heeft Puls City TV (per januari 2008 Puls 4) namelijk geen regionaal bereik meer in Wenen, maar zendt het ongecodeerd via de Astra1-satelliet uit.
Na het jarenlange monopolie van de ORF kwam er pas heel laat in Oostenrijk commerciële televisie.
Op 1 juni 2003 ging de zender de lucht in. Dit werd mogelijk door het "Privatrundfunkgesetz" dat het Oostenrijkse parlement in juli 2001 had aangenomen. Het bereik is hierdoor ongeveer zes miljoen mensen.
Op 1 december 2011 is men met een tweede zender begonnen (ATV2) die op jonge mensen gericht is en een directere concurrent moet zijn voor ORF 1. Ook deze zender wordt via de Astrasatelliet en via DVB-T uitgezonden.

## Eigenaren
Zeven verschillende partijen zijn eigenaar van de ATV Privat-TV Services AG. Ingebe Medienholding is met 41,48 procent de grootste aandeelhouder. Andere aandeelhouders zijn Athena Zweite, Erste Bank, Concorde Media, Tele München, Fundus, Generali.